# Малахов, Иван Павлович
Ива́н Па́влович Мала́хов (род. 29 июня 1953, с. Пологое Займище, Ахтубинский район, Астраханская область) — губернатор Сахалинской области с 20 августа 2003 года по 7 августа 2007 года.

## Биография
В 1971 году призван на службу в Военно-морской флот.
В 1977 году окончил Ленинградское высшее военно-морское инженерное училище.
Дальнейшую службу проходил на пограничном сторожевом корабле в Невельске Сахалинской области. Прослужив в морских частях пограничных войск КГБ СССР 10 лет, ушел в запас в звании капитана второго ранга.
По приглашению председателя исполнительного комитета Невельского района И. Фархутдинова в 1989 году пришел на работу в городскую администрацию, где работал главным инженером «Горжилкомхоза». В 1990 году стал первым заместителем главы города, а через год — мэром Невельска.
В 1996 году бывший военный закончил Российскую академию государственной службы при Президенте РФ, защитил диссертацию на соискание ученой степени кандидата экономических наук по теме «Рациональное использование ресурсов региона».
С 1996 года работал в должности первого вице-губернатора Сахалинской области.
С 1997 также являлся председателем комитета экономики Сахалинской области.

### Губернатор Сахалина
После гибели И. Фархутдинова в катастрофе Ми-8 в Камчатской области, исполнял обязанности губернатора Сахалинской области, а впоследствии, на досрочных выборах глав субъектов Российской Федерации 2003 года, был избран губернатором, причем, за Ивана Малахова проголосовали более 53 % избирателей. Выборы проходили под лозунгом «Голосуй и танцуй»: на каждом избирательном участке первые проголосовавшие 20 избирателей в возрасте до 24 лет получили бесплатные билеты на дискотеку, что позволило некоторым кандидатам, в судебном порядке, обвинять Малахова в подкупе избирателей. Впрочем, после победы, новый губернатор не был склонен к патернализму:

 А что такое «человек должен почувствовать»? Человек должен заработать. Ведь никто тебе не даст конверт с деньгами только потому, что ты родился на Сахалине.— «Российская газета», 28.04.2006
С 19 июля 2004 по 16 марта 2005 — член президиума Государственного совета Российской Федерации.
Малахов запомнился депутатам Сахалинской областной Думы особым вниманием к строительству дорог, он непрерывно увеличивал финансирование на эти нужды, главы поселков отзывались о нем, как о человеке адекватном и понимающем. Тем не менее в августе 2007 года он был отстранён в связи с утратой доверия. «Президент выразил крайнее недовольство тем, как власти региона организовали помощь населению Невельска, пострадавшего от землетрясения», — пояснил Первый канал. «Я ухожу в отставку, но не по собственному желанию, — отреагировал Малахов. — Но это решение Владимира Владимировича, и я не могу его обсуждать». Еще раньше президента действия властей Сахалина в условиях ЧП публично раскритиковал его полпред в ДФО Камиль Исхаков. Поводом для отставки Ивана Малахова стала слабая организация работ по ликвидации последствий землетрясения в Сахалинской области 2 августа, в результате которого без крова остались более 3, 2 тыс. человек, нецелевое расходование бюджетных средств и криминализация его заместителей, что определялось «Российской газетой», как «неудачная кадровая политика». Про успехи экс-губернатора на Сахалине можно было узнать, в основном, из его интервью, в некоторых из них он критиковал федеральный центр, в частности, Малахов был недоволен тем, что «поменялось законодательство и нам осталось только пять процентов», когда как «60 процентов от выручки должно оставаться на Сахалине». Политологи отмечали, что инициатором отставки Малахова был Сергей Шойгу, который проинформировал президента о крайне подозрительных действиях команды Малахова с резервами, а уведомил губернатора об отставке Сергей Собянин. Вслед за экс-губернатором Сахалинской области Иваном Малаховым стали слагать с себя полномочия лояльные ему сотрудники областной администрации, таким образом, следующий губернатор Сахалинской области Хорошавин приступил к работе с сильно обновленной командой. При этом, проживший тридцать лет на Сахалине, Малахов был намерен продолжить работу на острове по партийной линии.
В 2007 году — представитель государства в совете представителей уполномоченного государственного органа по проекту «Сахалин-1» (сопредседатель совета) и представителем государства в наблюдательном совете по проекту «Сахалин-2» (сопредседатель совета).

### Директор ВВЦ
19 марта 2009 года Росимущество выдвинуло Ивана Малахова на пост гендиректора ВВЦ, по решению Общего собрания акционеров ОАО «ГАО „Всероссийский выставочный центр“», Малахов был назначен генеральным директором ВВЦ, сменив в этой должности зятя Рамазана Абдулатипова Магомеда Мусаева. Одновременно, некоторые бывшие сотрудники администрации Сахалинской области получили руководящие места на ВВЦ — ВДНХ, например, заместитель председателя комитета экономики Сахалинской области Дмитрий Бабкин вошел в один из комитетов Совета директоров ВВЦ, позже стал коммерческим директором ВДНХ, однако, несмотря на создание «сахалинской командой» единого оператора по сдаче недвижимости в аренду ООО «Торговый дом ВВЦ» и последующей борьбы с неплательщиками, ожидаемого экономического эффекта не последовало, а Генпрокуратура продолжала выявлять нарушения при сдаче в аренду павильонов ВВЦ. Убытки ГАО «ВВЦ» в 2011 году составляли около 300 млн рублей. Неудачи в управлении ВВЦ Малахов объяснял отсутствием субсидий от государства и правительства Москвы, запутанной ситуацией с правом собственности на некоторые строения, например, на особняк миллионера Якова Якубова, а также наличием мошеннических схем управления павильонами:

«Многие из них имели не только „дочек“, но и „внучек“», — рассказывает гендиректор ГАО ВВЦ Иван Малахов.— Малахов «Форбсу» о фирмах, сдающих площади павильонов в субаренду
Также Малахов выдвигал концепцию ВДНХ, как интересного развлекательного объекта для детей и юношества, планировал вернуть платный вход на выставку. В результате, в 2011 году вместо экс-губернатора Сахалинской области Ивана Малахова на должность гендиректора ВВЦ был назначен гендиректор гостиницы «Украина» Алексей Микушко, аффилированное лицо Года Нисанова и Зараха Илиева — главных инвесторов реконструкции ВВЦ, вместе с Малаховым оставил пост председателя совета директоров ВВЦ первый вице-премьер Игорь Шувалов, ушли и некоторые соратники Малахова.
Председатель Межгосударственного совета по выставочно-ярмарочной и конгрессной деятельности СНГ.
С сентября 2010 года — член Совета директоров «Всемирной ассоциации выставочной индустрии» (UFI).

## Личная жизнь
Женат, есть две дочери Алёна и Ольга, внук от старшей дочери. По семейным обстоятельствам, дочери Ивана Малахова длительное время проживали в Австралии, где, время от времени, их навещал отец.